# Carentoir
Pour l’article homonyme, voir Carentoir (ancienne commune).
Carentoir [kaʁɑ̃twaʁ] est une commune française située dans le département du Morbihan, en région Bretagne.
De statut administratif commune nouvelle, elle est née le 1er janvier 2017 de la fusion de l'ancienne commune de Carentoir et de la commune de Quelneuc qui a pris alors le statut de commune déléguée.
Le pays historique de Carentoir (doyenné) faisait partie du Grand-pays historique de Vannes, le Browereg.

## Géographie

### Situation
Carentoir est limitrophe des communes suivantes :

### Hydrographie
Pour un article plus général, voir Réseau hydrographique du Morbihan.
La commune est située dans le bassin Loire-Bretagne. Elle est drainée par l'Aff, le Combs, le Rahun, le ruisseau de Fondelienne, les Grasses Noés, le Caurel, le ruisseau de la Lande Clavier Longlé, le Sigre et divers autres petits cours d'eau,.
L'Aff, d'une longueur de 67 km, prend sa source dans la commune de Paimpont et se jette  dans l'Oust à Saint-Vincent-sur-Oust, après avoir traversé 17 communes. 
Le Combs, d'une longueur de 22 km, prend sa source dans la commune de Val d'Anast et se jette  dans l'Aff  à Bruc-sur-Aff, après avoir traversé huit communes. 
Le Rahun, d'une longueur de 20 km, prend sa source dans la commune de Réminiac et se jette  dans l'Aff  à La Gacilly, après avoir traversé cinq communes. 

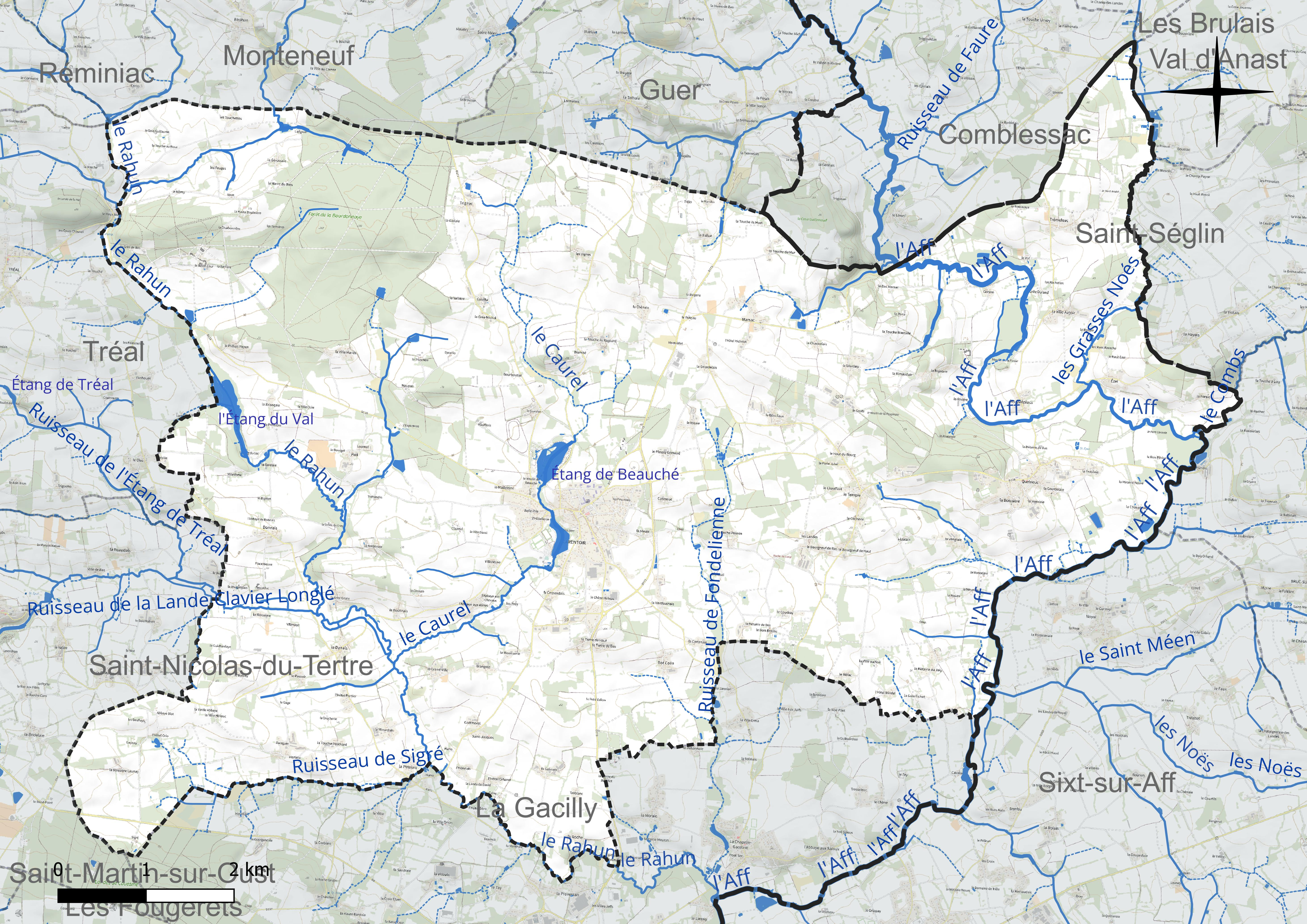
Réseau hydrographique de Carentoir.

Deux plans d'eau complètent le réseau hydrographique : l'étang de Beauché (9,84 ha) et l'étang du Val, d'une superficie totale de 10,6 ha (10,62 ha sur la commune),.

### Climat
Pour des articles plus généraux, voir Climat de la Bretagne et Climat du Morbihan.
En 2010, le climat de la commune est de type climat océanique franc, selon une étude du CNRS s'appuyant sur une série de données couvrant la période 1971-2000. En 2020, Météo-France publie une typologie des climats de la France métropolitaine dans laquelle la commune est exposée à un climat océanique et est dans la région climatique  Bretagne orientale et méridionale, Pays nantais, Vendée, caractérisée par une faible pluviométrie en été et une bonne insolation. Parallèlement l'observatoire de l'environnement en Bretagne publie en 2020 un zonage climatique de la région Bretagne, s'appuyant sur des données de Météo-France de 2009. La commune est, selon ce zonage, dans la zone « Intérieur Est », avec des hivers frais, des étés chauds et des pluies modérées.
Pour la période 1971-2000, la température annuelle moyenne est de 11,5 °C, avec une amplitude thermique annuelle de 12,9 °C. Le cumul annuel moyen de précipitations est de 748 mm, avec 12,7 jours de précipitations en janvier et 6,1 jours en juillet. Pour la période 1991-2020, la température moyenne annuelle observée sur la station météorologique la plus proche, située sur la commune de Guer à 10 km à vol d'oiseau, est de 12,3 °C et le cumul annuel moyen de précipitations est de 872,7 mm,. Pour l'avenir, les paramètres climatiques de la commune estimés pour 2050 selon différents scénarios d'émission de gaz à effet de serre sont consultables sur un site dédié publié par Météo-France en novembre 2022.

## Urbanisme

### Typologie
Au 1er janvier 2024, Carentoir est catégorisée commune rurale à habitat très dispersé, selon la nouvelle grille communale de densité à sept niveaux définie par l'Insee en 2022.
Elle est située hors unité urbaine et hors attraction des villes,.

## Toponymie
Carantoer en 826,, Karantoer en 864, Carantor au XIe siècle, Carentor en 1171, 1178 : Carentor en 1178, Carantoër en 1286, Karantoer en 1387, Karantoir en 1430 , Karantoir en 1441, Kerentoer en 1516, Carantouër en 1553.
Carentoir a été rapproché du vieux breton Caer an toer, « le village du couvreur »,. Cette étymologie proposée par Albert Dauzat est hautement fantaisiste.
Les formes anciennes régulièrement attestées ne postulent pas en faveur de cette étymologie. En effet, hormis la forme isolée Kerentoer, elles sont toutes en Car-, jamais en Caer-, Quer-. Il convient de reconnaître dans le radical non pas Car-, mais Karant-, d'origine un thème celtique karant- « ami, qui aime » qui a également donné le gallois car, pluriel ceraint « parent » et le breton kar, kerent « parent ».
Ce thème est répandu dans l'onomastique personnelle celtique, par exemple : nom d'homme gaulois Carantos qui entre en composition dans les toponymes Carency, Charency, Charancieu, Cransac, avec le suffixe vieux-celtique -iācum équivalent du brittonique *-ōgon (vieux breton -oc, -euc, moderne -ec) tous du celtique *-āko-,. L'équivalent breton ou receltisé est Carantec. Carantec (latin Carantocus) est aussi le nom d'un saint, d'origine insulaire semble-t-il.
Le second élément -oer / -or > -oir a été interprété de diverses façons. On y a vu la contraction du gaulois duron « porte, marché enclos, place, forum, ville close, bourg » cf. breton dor « porte ». Il se retrouve en effet souvent comme second élément des toponymes gaulois : Iccio-durum > Issoire ; Isarnodori (génitif) > Izernore ; Autissio-durum > Auxerre ; Brio-durum > Briare ; etc.. Ainsi Carentoir remonterait à un *Carantoduron > bas latin *Carantodurum. Mais le d et l'accentuation font difficulté. L'association de Karant-, Carant- à un autre élément s'observe ailleurs : Carentan (Manche, Karentonem 1036, Carentomus 1136) qui remonterait à *Carantomagus avec gaulois magos « champ, marché » (cf. également Charenton) et Carentonne (Eure, Bernay, Carentona fin XIIe siècle / Charentonne (Eure, rivière qui passe à Carentonne ci-dessus) avec gaulois onna « fleuve, rivière ». Cependant, il n'est pas sûr qu'il s'agisse du même élément, initial car les formes anciennes dans ces derniers exemples militent en faveur d'un élément Carent-, plutôt que Carant-. On a donc supposé des formes primitives soit du type Car-ento-magus dans le premier cas, soit Car-ent-onna dans le second, et le suffixe bien connu -ento de localisation (cf. Nogent, Corent, Drevant, toponymes gallo-romains). Mais là aussi l'accentuation fait difficulté. Le vieux-celtique *cadro- « beau » (cf. breton kaer « beau ») n'est pas en cause. Il faut donc rechercher une suffixation sur un Karant- celtique (nom de la période du vieux-breton).
Erwan Vallerie a élucidé le toponyme dans son Traité d'onomastique de la Bretagne (Pleustrad...), III, 179 : La forme ancienne en -or est une évolution spécifique dans un contexte de progression du roman dans l'est de la Bretagne : « les variantes de formes en [oe] sont sorties d'usage avant le basculement de ['oe] à [oe'].» Carantor est une forme plus ancienne (comme Isrodor pour Irodouër). Une trace de traitement local de la finale est fournie par la forme romane locale /karantwaje/.
Remarque : le Ca- initial aurait dû normalement se palataliser en Cha- dans les régions de langue d’oïl (sauf en normanno-picard). En Bretagne, il est l'indice que la langue bretonne y a été parlée au Moyen Âge (voir frontière linguistique bretonne).
Afin de marquer la différence entre la paroisse et le pays historique (doyenné de Carentoir) plus vaste qui a la même base Carant-, on peut employer en breton les formes : pour la commune Karantoer ; pour le pays historique : Karanter.
Le nom gallo de la commune est Carentoye.

## Histoire
L'histoire de cette nouvelle commune est celle des deux communes fusionnées.

### Histoire de la commune nouvelle de Carentoir

#### LeXXIesiècle
La commune nouvelle de Carentoir, réunissant l'ancienne commune de Carentoir et Quelneuc, est créée le 1er janvier 2017.

## Politique et administration
| Nom                                  | Code Insee | Intercommunalité         | Superficie (km2) | Population (dernière pop. légale) | Densité (hab./km2) |
| ------------------------------------ | ---------- | ------------------------ | ---------------- | --------------------------------- | ------------------ |
| Carentoir (ancienne commune) (siège) | 56033      | CC du Pays de la Gacilly | 59,02            | 2 752 (2014)                      | 47                 |
| Quelneuc                             | 56183      | CC du Pays de la Gacilly | 13,85            | 548 (2014)                        | 40                 |

### Liste des maires
| Période           | Période          | Identité         | Étiquette | Qualité |
| ----------------- | ---------------- | ---------------- | --------- | --- |
| 11 janvier 2017   | 23 mai 2020      | Catherine Lamour | DVD       | Agricultrice |
| 23 mai 2020       | 27 novembre 2024 | Claude Jouen     | SE        | Chef d'entreprise retraité Vice-président De l'Oust à Brocéliande Communauté (2020 → 2024) Maire délégué de Quelneuc (2020 → 2024) Démissionnaire |
| 16 décembre 2024, | En cours         | David Naël       | SE        | Premier adjoint au maire (2020 → 2024) |

## Population et société

### Démographie
L'évolution du nombre d'habitants est connue à travers les recensements de la population effectués dans la commune depuis sa création.

En 2022, la commune comptait 3 137 habitants, en évolution de −2,85 % par rapport à 2016 (Morbihan : +3,82 %, France hors Mayotte : +2,11 %).
| 2015  | 2016  | 2017  | 2018  | 2022  |
| ----- | ----- | ----- | ----- | ----- |
| 3 291 | 3 229 | 3 165 | 3 100 | 3 137 |

## Culture et patrimoine

### Lieux et monuments
- l'allée couverte du Sigré inscrite au titre des monuments historiques par arrêté du 6 mai 1986[43] ;
- la commanderie de Carentoir ;
- le château de la Bourdonnaye date du XIXe siècle, il est inscrit partiellement au titre des monuments historiques par arrêté du 20 mars 2023[44] ;
- le château de la Guichardais date du XVIe siècle, il est inscrit à l'inventaire général du patrimoine culturel[45] ;
- le château de Trélo date du XVIIIe siècle, il est inscrit à l'inventaire général du patrimoine culturel[46] ;
- le château de la Ville Quéno  date des XVIIe et XVIIIe siècles, il est inscrit partiellement au titre des monuments historiques arrêté du 12 février 2007[47] ;
- le château du Mur date des XIXe et XXe siècles, il est inscrit à l'inventaire général du patrimoine culturel[48] ;
- le manoir de la Chouannière date des XVIIe et XVIIIe siècles, il est inscrit à l'inventaire général du patrimoine culturel[49] ;
- le manoir de Launay date du XVIe siècle, il est inscrit à l'inventaire général du patrimoine culturel[50] ;
- le manoir de Nouan date du XVIIIe siècle, il est inscrit à l'inventaire général du patrimoine culturel[51] ;
- le manoir de Peccadeuc date du XVIe siècle, il est inscrit à l'inventaire général du patrimoine culturel[52] ;
- le manoir de Quelneuc date du XVIe siècle, ses vestiges sont inscrits à l'inventaire général du patrimoine culturel[53] ;
- le manoir de Rollienne date du XVIe siècle, ses vestiges du manoir sont inscrits à l'inventaire général du patrimoine culturel[54] ;
- le manoir de la Touche Peschard date du XVIIIe siècle, il est inscrit à l'inventaire général du patrimoine culturel[55].

### Héraldique
| Blason de Carentoir | Blason  | Parti : au 1er de sinople à la maison d'or, ouverte et ajourée de gueules, une échelle de couvreur du même posée sur le toit, accompagné d'un clocher issant d'or, au 2e de sable à la tour d'or ouverte et maçonnée du champ, s'engloutissant dans des flots d'azur ondés d'argent, mouvant de la pointe ; à la crosse d'argent ferrée, sommée d'une auréole d'or ; brochant sur la partition ; au chef d'hermine chargé d'une croix pattée alésée de gueules. |
| Blason de Carentoir | Détails | Création Jean-Pierre Fernandez. |

### Récompenses et labels
La ville a obtenu son premier "@" pour le label "ville internet".

## Personnalités liées à la commune
- Famille de La Bourdonnaye
- Famille de Sérent
- Louis-Marie-Alexandre Levaillant[57] (1793-1845), magistrat et homme politique, né à Carentoir, député de la Loire-Inférieure.
- Les frères Guillemot, Claude, Yves, Michel, Gérard et Christian, créateurs des sociétés Guillemot International Software, Ludiwap, Gameloft, Guillemot Venture et la plus célèbre Ubisoft.
- Jean-Pierre Gicquel (1950...), auteur des livres [La Médecine, un mode de production industriel, Éditions Prophylaxies, 2021  (ISBN 978-2-9578294-0-8)], [La fin des médecins, Éditions Vérone, 2024  (ISBN 979-10-423-0017-3)].